# The Name ‘Nodens’
«The Name ‘Nodens’» («El nombre ‘Nodens’») es un breve ensayo del escritor y filólogo británico J. R. R. Tolkien, publicado en 1932 como apéndice de un informe de excavación del yacimiento arqueológico de Lydney Park, en Gloucestershire (Inglaterra). En 1929, el arqueólogo Sir Mortimer Wheeler estaba excavando en el yacimiento de Lydney Park y halló una tablilla de maldición que se refería a una deidad llamada «Nodens». Wheeler solicitó la ayuda de J. R. R. Tolkien, en su calidad de profesor de anglosajón en la Universidad de Oxford, para investigar la etimología del nombre del dios referido en la maldición. Como resultado del encargo, Tolkien escribió este ensayo.
En este texto, Tolkien estudia la etimología del nombre «Nodens», una deidad celta, concluyendo que deriva probablemente de una raíz celta, *noudont-  o *noudent-, para la que sugiere una relación con la raíz germánica que significa ‘adquirir’, ‘tomar el uso de’, o, anteriormente, ‘atrapar’ o ‘capturar’ (como un cazador). Intuyendo cierta conexión con las manos de Nuada y Lludd, detecta «un eco de la antigua fama de la mano mágica de Nodens el Capturador».
De forma similar, Julius Pokorny defendió posteriormente que «Nodens» deriva de la raíz proto-indoeuropea *neu-d-, con el significado de ‘adquirir’, ‘utilizar’ o ‘pescar’.